# Никкери
Никке́ри (нидерл. Nickerie, МФА: [niˈkeːri]) — округ Суринама, расположенный на северо-западном побережье. Административный центр — город Ньив-Никкери, второй по размеру город в стране. Другие города — Вашода и Вагенинген.
Население округа — 36 639 человек (2004), площадь — 5353 км².

## Административное деление
| № | Коммуна                                 | Население, чел. (2004) | Площадь, км² |
| - | --------------------------------------- | ---------------------- | ------------ |
| 1 | Гроот Хенар (Groot Henar)               | 3545                   | 2185         |
| 2 | Ньив-Никкери (Nieuw-Nickerie)           | 13 842                 | 30           |
| 3 | Оостелике Польдерс (Oostelijke Polders) | 6778                   | 357          |
| 4 | Вагенинген (Wageningen)                 | 3428                   | 1613         |
| 5 | Вестелике Польдерс (Westelijke Polders) | 9046                   | 1168         |
|   | Всего                                   | 36 639                 | 5353         |

## Территориальные споры
Отношения Суринама с соседней Гайаной всегда были сложными, и территориальные споры на юге страны (иногда доходит до стычек) означают, что путей из Суринама в Гайану не так уж и много. Однако между городом Молсон-Крик и округом Никкери ходит паром.

## Экономика
Основные культуры, выращиваемые в Никкери — бананы и рис.